# Neurothaumasia ragusaella
Neurothaumasia ragusaella é uma espécie de insetos lepidópteros, mais especificamente de traças, pertencente à família Tineidae.
A autoridade científica da espécie é Wocke, tendo sido descrita no ano de 1889.
Trata-se de uma espécie presente no território português.